# آدانا چیمنتو
آدانا چیمنتو (به ترکی استانبولی: Adana Çimento) شرکت مصالح ساختمانی ترکیه‌ای است، که در زمینه تولید بتن و سیمان فعالیت می‌کند.
شرکت آدانا چیمنتو در سال ۱۹۵۴ تأسیس شد و در حال حاضر سالیانه بالغ بر ۴ میلیون تن سیمان تولید می‌کند.
دفتر مرکزی این شرکت در شهر آدانا، ترکیه قرار دارد و بخشی از سهام آن در بازار بورس استانبول معامله می‌شود.